# Dicliptera armata
Dicliptera armata là một loài thực vật có hoa trong họ Ô rô. Loài này được F.Muell. mô tả khoa học đầu tiên năm 1868.